# China Bandy Federation
China Bandy Federation ordnar med organiserad bandy i Kina. Kina inträdde i Federation of International Bandy 2010 genom Kinas ishockeyförbund. 2014 bildades det separata bandyförbundet, som då övertog FIB-platsen.

## Landslag
- Kinas herrlandslag i bandy
- Kinas damlandslag i bandy
- Kinas F17-landslag i bandy